# Aprostocetus ignigenus
Aprostocetus ignigenus är en stekelart som beskrevs av De Santis 1988. Aprostocetus ignigenus ingår i släktet Aprostocetus och familjen finglanssteklar. Inga underarter finns listade i Catalogue of Life.